# Kotzower Seen
Die Kotzower Seen gehören zur Mecklenburgischen Seenplatte im Landkreis Mecklenburgische Seenplatte.

## Großer Kotzower See
Er liegt auf dem Gemeindegebiet von Rechlin. Der namensgebende Ortsteil Kotzow liegt 1,5 km vom See entfernt. Das Ostufer gehört zum Gemeindegebiet Mirow mit der kleinen Ansiedlung Schillersdorfer Teerofen.
Das Gewässer befindet sich etwa sechs Kilometer südöstlich des Müritzufers und breitet sich unmittelbar nordwestlich von Mirow aus. Der See ist knapp 1,2 Kilometer lang und bis 430 Meter breit. Im Süden geht er in einer sumpfigen Umgebung in den Kleinen Kotzower See über. Im Westen befindet sich das Waldgebiet Kotzower Heide. Der See ist wenig gegliedert. Er hat eine ovale From mit einer markanten Ausbuchtung im Westen. Die Ufer sind fast durchgängig von einem Schilfgürtel gesäumt. Meist finden sich hier auch größere Seerosenfelder. 
Der See liegt an der Alten Fahrt (auch Alte Müritz-Havel-Wasserstraße). Diese beginnt am Ostufer der Müritz mit dem Bolter Kanal, der im Bereich der Bolter Mühle eine Schleuse besaß, die allerdings zugeschüttet wurde. Weiter schließen sich Caarpsee, Woterfitzsee und Leppinsee sowie südlich der Kleine Katzower See, das Granzower Möschen und der Mirower See an. 
Alle Seen bilden eine Seenkette, die von Paddlern als Nebenstrecke auf dem Weg von der Müritz genutzt wird. Der See ist für Fahrzeuge mit Verbrennungsmotor gesperrt.
Die Alte Müritz-Havel-Wasserstraße war vor dem Bau des Mirower Kanals bis in die 1930er Jahre der übliche Schifffahrtsweg von der Havel zur Müritz.

## Kleiner Kotzower See
Südlich vom Großen liegt der Kleine Kotzower See. Er birgt das sog. Seerosenparadies.

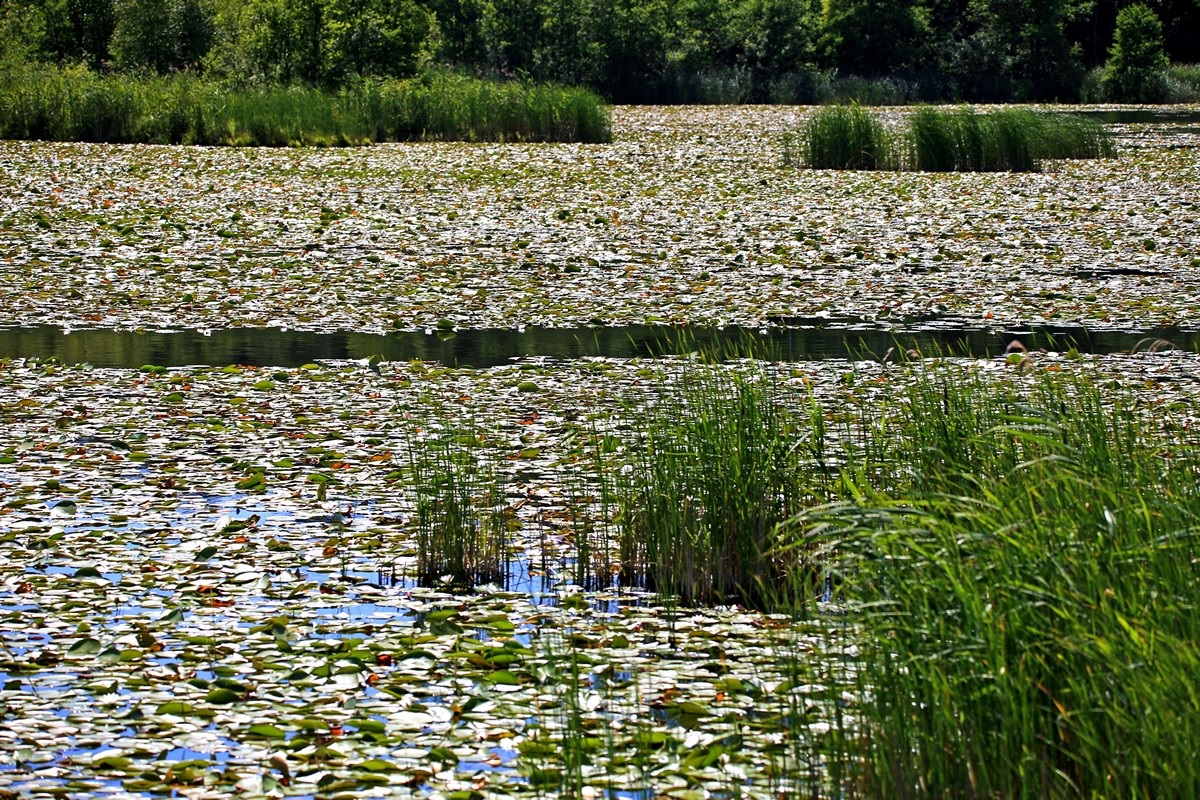
Seerosenparadies